# أبراهام فان در هارت

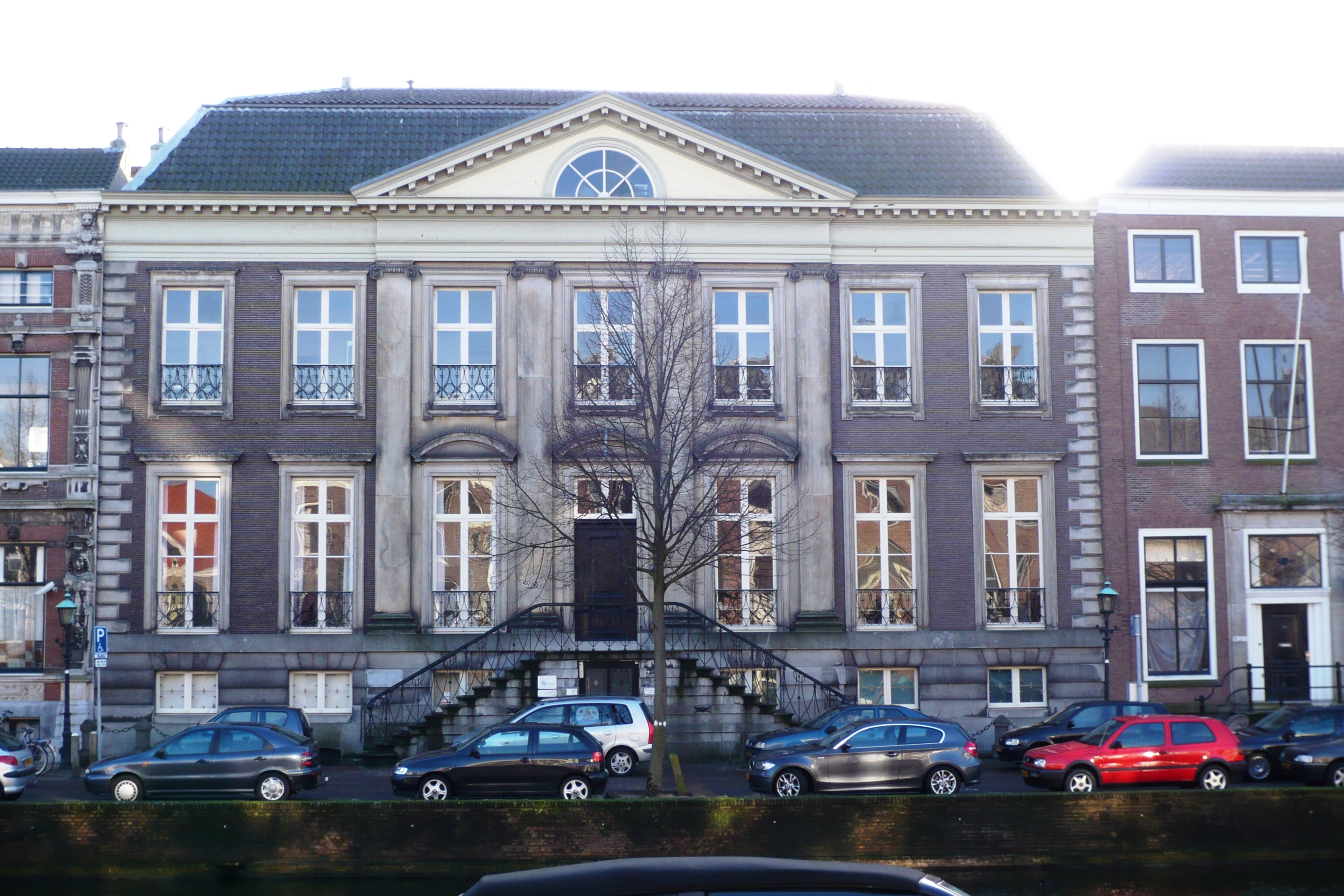
منزل بارنارت على الترعة الجديدة، هارلم

أبراهام فان در هارت (1747 أو 1757، أمستردام – 1820, أمستردام) كان معمارياً من القرن 18 من شمالي هولندا.
كان عضواً بالمعهد الملكي، سليف الأكاديمية الملكية الهولندية للفنون والعلوم منذ 1808.